# Cyndy Violette
Cyndy Violette (* 19. August 1959 in New York City, New York) ist eine professionelle US-amerikanische Pokerspielerin.

## Werdegang
Violette zog im Alter von zwölf Jahren nach Las Vegas. Schon als Kind liebte sie das Kartenspielen mit ihrem Onkel. Erste Casino-Erfahrungen machte sie im Erwachsenenalter zur Zeit der Schwangerschaft mit ihrer Tochter Shannon.
Ihr erstes großes Pokerturnier-Preisgeld gewann Violette 1985 bei einem Turnier im Golden Nugget in Las Vegas in der Variante Seven Card Stud. Das Preisgeld von 75.000 US-Dollar war damals das höchste bei einem Pokerturnier gewonnene Preisgeld einer Frau. Daraufhin folgten Artikel in Zeitschriften wie dem Playboy und unterschiedliche Auftritte in TV-Shows, welche ausschlaggebend zu ihrer Popularität beitrugen. Anschließend machte Violette nach ihrer zweiten Eheschließung zwei Jahre Pause mit dem professionellen Poker. 1990 nahm sie an einem Pokerturnier im Caesars Palace teil, bei dem sie ein Preisgeld von 62.000 US-Dollar gewann. Nach ihrer Scheidung 1993 zog sie nach Atlantic City, wo sie seitdem lebt. Ihren Traum erfüllte sich Violette im Jahre 2004, indem sie bei der World Series of Poker (WSOP) ein Turnier in Seven Card Stud High-Low gewann und damit ihr erstes Bracelet sowie 135.900 US-Dollar Siegprämie. Das beste Jahresergebnis erzielte sie bei der WSOP 2005, bei der Violette drei Finaltische erreichte und sechsmal ein Preisgeld in verschiedenen Pokerturnieren gewann. Auch bei der WSOP 2006 saß sie an einem Finaltisch. Seitdem blieben größere Turniererfolge aus.
Insgesamt hat sich Violette mit Poker bei Live-Turnieren knapp 1,5 Millionen US-Dollar erspielt.